# Breguet Br.500 Colmar
Le Breguet Br.500 Colmar est un prototype d'avion de transport français conçu durant la Seconde Guerre mondiale et utilisé uniquement par l'Armée de l'air pour du transport de hautes personnalités.

## Historique

### Développement
Fin 1939 alors que la France était engagée dans la drôle de guerre les responsables de Breguet se lancèrent dans le développement d'un nouvel avion de ligne moyen-courrier destiné au remplacement d'avions comme le Douglas DC-2, le Dewoitine D.338 ou encore le Potez 62. L'invasion du pays par les forces allemandes changea radicalement la donne pour cet avion. En effet son développement fut profondément ralenti, et se poursuivit dans la clandestinité.
Deux prototypes furent assemblés secrètement à Toulouse, mais l'un fut détruit lors d'un bombardement allié le 6 avril 1944. Après la Libération le prototype restant réalisa son premier vol le 27 février 1945.
Rapidement présenté aux compagnies aériennes françaises l'avion ne suscita aucun intérêt car jugé obsolète vis-à-vis de ce qui existait alors, notamment en provenance des États-Unis. Il fut proposé à l'Armée de l'air qui fit apporter quelques modifications, notamment en matière de livrée, avec l'apposition de cocardes françaises et d'une croix de Lorraine sur l'empennage.

### Service opérationnel
L'unique Breguet Br.500 Colmar fut utilisé par l'Armée de l'air entre 1946 et 1952 pour les besoins du Groupe de liaisons aériennes ministérielles (GLAM). Basé à Villacoublay en banlieue parisienne cet avion réalisa principalement des vols en métropole et à destination de l'Afrique du Nord. Après son retrait du service il fut envoyé à la ferraille.

### Utilisateurs
France
- Armée de l'air.
  - GLAM.

## Description
Le Breguet Br.500 Colmar se présente sous la forme d'un monoplan à aile basse cantilever de construction mixte métal et contreplaqué. Doté de deux moteurs en étoile Gnome et Rhône 14R d'une puissance unitaire de 1 600 chevaux entraînant chacun une hélice métallique tripale. Il dispose d'un train d'atterrissage classique escamotable et d'une roulette de queue placée sous l'empennage double dérive. Le cockpit est prévu pour un équipage de deux à trois membres, tandis que la cabine peut accueillir 23 passagers.

## Sources & références

### Sources bibliographiques
- Jacques Legrand (dir.) et Edouard Chemel (rédacteur en chef), Chronique de l'aviation, Paris, Éditions Chronique, 1991, 984 p. (ISBN 978-2-905969-51-4, OCLC 49068426)
- Pierre Gaillard, Les multimoteurs de servitudes français, 1998,  (ISBN 2-914205-80-5)
- Pierre Gaillard, Les prototypes de transport civils français : mieux connaître tous les prototypes de transport français, qui n'ont donné lieu à aucune fabrication de série, des origines à nos jours, Clichy, Éd. Larivière, coll. « Minidocavia » (no 8), 1998, 50 p. (ISBN 978-2-907051-16-3, OCLC 470591536)
- Philippe Ricco, « Les espoirs déçus du Breguet 500 "Colmar" », Le Fana de l'Aviation, no 340,‎ mars 1998

### Sources internet
- Le Breguet Br.500 Colmar sur le site Aviafrance.
- Le Breguet Br.500 Colmar sur le site AvionsLégendaires.

### Aéronefs comparables
- Martin 2-0-2
- Nord 2100 Norazur
- SNCASO SO.30 Bretagne